# Виктор (Лютиков)
Епископ Виктор (Лютиков; ум. 27 августа (8 сентября) 1897, Бударино) — епископ Древлеправославной Церкви Христовой (старообрядцев, приемлющих белокриницкую иерархию), епископ Уральский и Оренбургский.
Из уральских казаков. Уроженец посёлка Бударино. В 18 лет, уйдя от родителей, поселился при старообрядческом монастыре и принял затем монашеский постриг.
Осенью 1875 года избран кандидатом во епископы на Освященном Соборе вместе с иеродиаконом Сильвестром (Малышевым) и Иустином Картушиным. 18 декабря 1875 года рукоположён в епископский сан.
24 ноября 1876 года в Москве участвовал в хиротонии епископа Нижегородского и Костромского Кирила (Мухина).
Как утверждается, под конец жизни сподобился дара исцеления и пророчества.
Скончался 27 августа 1897 года и похоронен на родине, в Бударинском посёлке.